# 汪铭
汪铭（1903年—1931年10月31日），陕西神木人，中国共产党领导人物。

## 生平
1922年，考入山西省立第一中学。1925年初，加入中国社会主义青年团，同年夏转为中国共产党党员。同年底，中共太原地方委员会成立，汪铭任地委技术书记。四一二政变后，阎锡山开始在山西清党，汪铭临危受命，以省委特派员的身份，秘密往返太原、晋中等地开展地下工工作。1928年，任中共山西临时省委委员，后任中共山西省委书记。
1928年底，根据党中央的指示和中共顺直省委的决定，在中共山西省委再次遭到破坏的情况下，1929年4月，中共太原市委成立，他担任书记。1929年7月21日，由于遭人举报被捕，在历经酷刑后仍然坚守秘密。1931年10月31日，汪铭被押往刑场，时年28岁。